# Oregons flagga

Flaggans baksida.

Oregons flagga antogs 1925 men ändrades något 1966. På framsidan finns delstatens vapen i mitten, omgivet av 33 stjärnor (Oregon är den 33:e amerikanska delstaten). Baksidan är blå med en gul bäver i centrum. Sedan Massachusetts förenklade sin delstatsflagga 1971, är Oregon den enda amerikanska delstaten som har olika motiv på de båda sidorna av flaggan.